# Severní Makedonie na letních olympijských hrách
Severní Makedonie na letních olympijských hrách startuje od roku 1996. Toto je přehled účastí, medailového zisku a vlajkonošů na dané sportovní události.

## Účast na Letních olympijských hrách
| Dějiště LOH            | LOH      | Vlajkonoš              | Zlatá medaile | Stříbrná medaile | Bronzová medaile | Celkem |
| ---------------------- | -------- | ---------------------- | ------------- | ---------------- | ---------------- | ------ |
| 1996 Atlanta           | LOH 1996 | Šaban Trstena          |               |                  |                  | 0      |
| 2000 Sydney            | LOH 2000 | Lazar Popovski         |               |                  | 1                | 1      |
| 2004 Athény            | LOH 2004 | Bloago Georgievski     |               |                  |                  | 0      |
| 2008 Peking            | LOH 2008 | Atanas Nikolovski      |               |                  |                  | 0      |
| 2012 Londýn            | LOH 2012 | Marko Blaževski        |               |                  |                  | 0      |
| 2016 Rio de Janeiro    | LOH 2016 | Anastasija Bogdanovski |               |                  |                  | 0      |
| 2020 Tokio             | LOH 2020 | Dejan Georgievski      |               | 1                |                  | 1      |
| 2024 Paříž             | LOH 2024 |                        |               |                  |                  | x      |
| Celkem                 | 7        |                        | 0             | 1                | 1                | 2      |
| Zdroj na Olympedia.org |          |                        |               |                  |                  |        |